# 5. Flieger-Division
La 5. Flieger-Division (5e division aérienne) a été l'une des principales divisions de la Luftwaffe allemande durant la Seconde Guerre mondiale.

## Création et différentes dénominations
Cette division a été formée le 1er août 1938 à Brunswick à partir de la Höhere Fliegerkommandeure 7. Le 1er novembre 1938, elle devient la Flieger-Division 31 mais à partir du 1er février 1939, elle redevient la 5. Flieger-Division. Le 11 octobre 1939, la division est redésignée V. Fliegerkorps.
La division est à nouveau recrée le 19 décembre 1944 à Bardufoss-Heggeli à partir du Fliegerführer 5. Elle est dissoute à la fin de la guerre.

## Commandement

Drapeau du commandant d'une division aérienne

| Début            | Fin             | Grade           | Nom                     |
| ---------------- | --------------- | --------------- | ----------------------- |
| 1er août 1938    | 31 janvier 1939 | General         | Ludwig Wolff (de)       |
| 1er février 1939 | 11 octobre 1939 | Generalleutnant | Robert Ritter von Greim |
| Début            | Fin             | Grade           | Nom                     |
| 19 décembre 1944 | 31 janvier 1945 | Oberst          | Dr Ernst Kühl (en)      |
| 1er février 1945 | 8 mai 1945      | Generalmajor    | Walter Storp            |

## Chef d'état-major
| Début             | Fin             | Grade | Nom                                                   |
| ----------------- | --------------- | ----- | ----------------------------------------------------- |
| 1er novembre 1938 | 11 octobre 1939 | Major | Friedrich Kless (en)                                  |
| Début             | Fin             | Grade | Nom                                                   |
| 10 janvier 1945   | Mai 1945        | Major | Horst Julius Freiherr Treusch von Buttlar-Brandenfels |

## Quartier général
Le quartier général se déplace suivant l'avancement du front.
| Début            | Fin            | Ville                        |
| ---------------- | -------------- | ---------------------------- |
| Août 1938        | Novembre 1938  | Brunswick                    |
| Novembre 1938    | Septembre 1939 | Munich                       |
| Septembre 1939   | Octobre 1939   | Gersthofen, près d’Augsbourg |
| Début            | Fin            | Ville                        |
| 19 décembre 1944 | 8 mai 1945     | Bardufoss-Heggeli            |

## Rattachement
| Août 1938 - Novembre 1938    |   | Luftwaffengruppenkommando 2                                |
| Novembre 1938 - Février 1939 |   | Luftwaffengruppenkommando 3                                |
| Février 1939 - Octobre 1939  |   | Luftflotte 3                                               |
| -                            | - | -                                                          |
| Décembre 1944 - Mai 1945     |   | Kommandierende General der Deutschen Luftwaffe in Norwegen |

## Unités subordonnées
- Flugbereitschaft/5. Flieger-Division : Décembre 1944 -  ?
- Fliegerführer 4 : Décembre 1944 - Mai 1945
- Jagdfliegerführer Norwegen : Décembre 1944 - Mai 1945